# 마르틴 부버

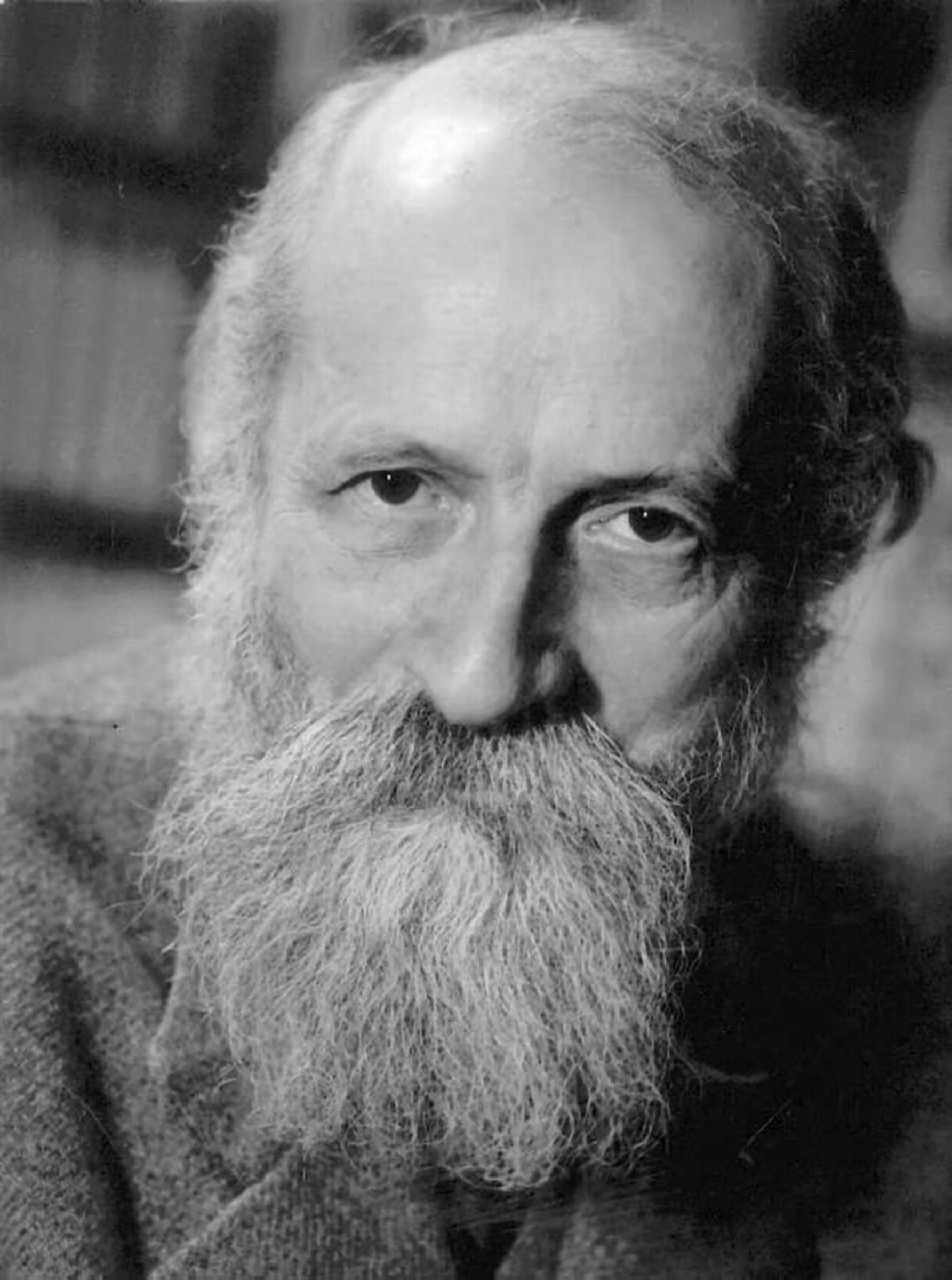

마르틴 부버(Martin Buber, 1878년 2월 8일 ~ 1965년 6월 13일)는 오스트리아 출신의 유대계 종교철학자이다. 유대인 히브리 고전학자 솔로몬 부버의 손자이다. 빈에서 태어나 빈, 취리히, 베를린 등지의 대학에서 철학과 미학을 배웠다(1896~1900). 프랑크푸르트 대학에 초빙되어 종교철학·윤리학을 강의했다(1923-1933). 나치의 유대인 박해로 독일에서 피난하여(1923), 여러 나라에서 망명생활을 보내고, 1938년 영국 위임통치령 팔레스타인 예루살렘의 히브리 대학에서 사회철학 교수가 되었다. '나와 너'의 관계를 기조로 한 인격주의적 철학은 실존주의와 함께 제1차 대전 후의 유럽, 미국의 기독교 신학이나 철학, 또한 정신의학계에까지 넓고 깊은 영향을 끼쳤다. 또한 로젠츠바이크와 함께 구약성서의 새로운 독일어역을 시도하기도 하고, 하시디즘(신비주의적 유대교의 운동)에 깊이 참여하여 추진자가 되었으며, 유대교의 현대적 우위를 명백히 하는 데 큰 공헌을 남겼다. 잡지 <유대인>(1916-24) 및 <피조물>(1926- )을 편집, 발행하였다.

## 주요저서
- 《나와 너》 (Ich und Du, 1923년
- 《사람들의 문제》 (Das Problem des Menschen, 1948년
- Die Erzählungen der Chassidim, 1949.
- Reden über Erziehung, 1953.
- Der Jude und sein Judentum, 1963.
- nachfolge, 1937.
- Gemeinsames Leben, 1939.

## 같이 보기
- 나와 너
- 솔로몬 부버